# Adolf Rambold
Adolf Rambold (* 5. Oktober 1900 in Stuttgart; † 14. Mai 1996 in Meerbusch) war ein deutscher Erfinder und Ingenieur.

## Leben
Rambold gilt als Erfinder des modernen Teebeutels mit Zweikammersystem und mehrerer Teebeutelpackmaschinen. Er war seit 1924 Mitarbeiter des deutschen Unternehmens Teekanne, zunächst als Schlosser. 1928 entwickelte er die Pompadour-Teebeutelpackmaschine, die 35 Teebeutel pro Minute produzierte. 1929 brachte Teekanne seine ersten Aufgussbeutel aus geschmacksneutralem Spezialpergamentpapier auf den Markt und vermarktete auch die von Mitarbeiter Rambold eigens entwickelte Teebeutelpackmaschine. 1949 kam die wiederum von Rambold entwickelte „Constanta-Teepackmaschine“ auf den Markt. Sie konnte bereits 160 Doppelkammerbeutel pro Minute herstellen. In Meerbusch gründete er ein Tochterunternehmen von Teekanne, die Teepack Spezialmaschinen GmbH & Co. KG.